# Walt Disney Studios (Burbank)

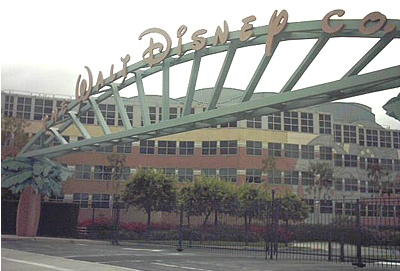
Hoofdingang van het complex aan West Alameda Avenue. Alhoewel het postadres aan de South Buena Vista Street ligt, is alleen de parkeerplaats en een zijingang vanaf hier bereikbaar.

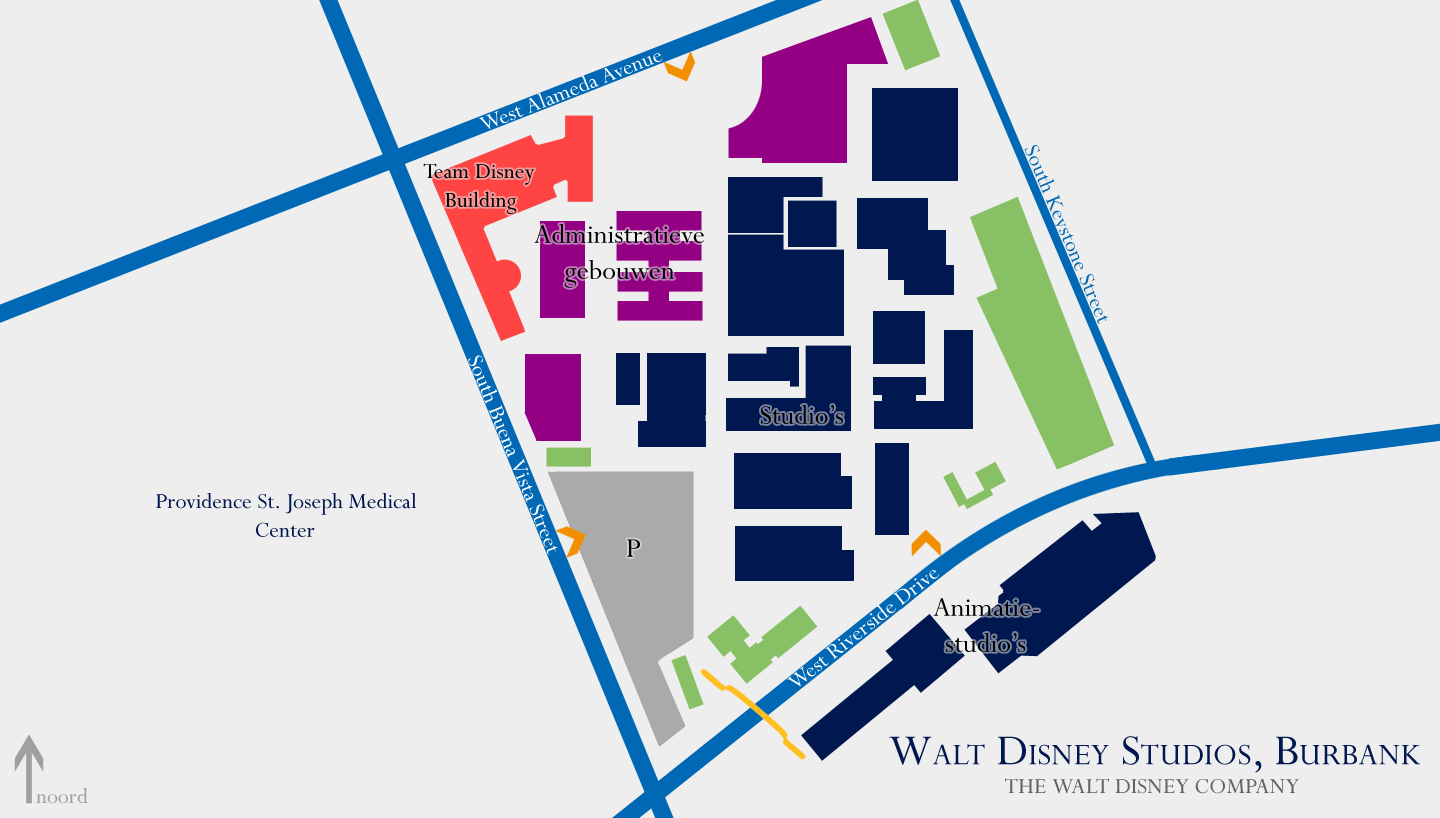
Plattegrond.

Walt Disney Studios fungeert als het hoofdkantoor van The Walt Disney Company en tevens als hoofdproductiefaciliteit van de productiebedrijven die vallen onder Walt Disney Studios, Media Networks en ABC. De studio's liggen in Burbank, Californië, waar tevens het hoofdkantoor en de studio's liggen van Warner Bros. Entertainment.
Het complex, dat ontworpen is door Kim Webber, werd voor het eerst in gebruikgemaakt op 24 december 1939, toen de Disneywerknemers voor het eerst hun intrek namen in de nieuwe studio en verhuisden uit de oude studio's aan Hyperion Avenue in het centrum van Los Angeles. In 1986 is het hele complex grondig gerenoveerd.

## Plattegrond
Walt Disney Studios grenst in het noorden aan de West Alameda Avenue (waar ook de hoofdingang ligt), in het oosten aan de South Keystone Street, in het zuiden aan de West Riverside Drive (waar aan de overkant het animatiegebouw gelegen is) en in het westen aan de South Buena Vista Street (postadres). Deze studio is overigens de enige grote studio van Walt Disney waar geen rondleiding aan groepen toeristen worden gegeven.